# Eremocosta nigrimana
Espèce
Synonymes
- Gluvia nigrimanus Pocock, 1895

Eremocosta nigrimana est une espèce de solifuges de la famille des Eremobatidae.

## Distribution
L'origine de cette espèce est incertaine.

## Description
Le mâle décrit par Roewer en 1934 mesure 24 mm.

## Publication originale
- Pocock, 1895 : Notes on some Solifugae contained in the collection of the British Museum with descriptions of new species. Annals and Magazine of Natural History, sér. 6, vol. 16, p. 74-98 (texte intégral).